# Федір Скумін-Тишкевич
Фе́дір Скумін-Тишке́вич (1538 — 1618) — магнат, політичний діяч Литовсько-Руської держави та Речі Посполитої, дипломат, меценат.

## Життєпис
Походив з впливового руського шляхетського роду Тишкевичів. Син Скуміна (Івана) Тишкевича, старости чорнобильського, та Марини Мелешко (1510—1598), внук Льва Тишкевича. Завдяки належності до вищої аристократії держави та значним статкам зробив гарну політичну кар'єру. У 1576 році став надвірним підскарбієм литовським, після цього обіймав посаду великого писаря. У 1578 році разом з Миколою Сапігою та Станіславом Криським очолював посольство до московського царя Івана IV Грозного стосовно укладання миру у Лівонській війні. Обидві сторони, утім, висунули такі умови, що укладення «вічного миру» виявилося неможливим. Крім Лівонії, Смоленська і Полоцька Іван IV вимагав Київ, Канева, Вітебськ, а також визнання свого царського титулу. Тому було укладено перемир'я на 3 роки.
З 1581 до 1610 року як староста керував Браславським староством. У 1586 році отримав посаду великого підскарбія литовського. В цей час вплив Федора Скуміна-Тишкевича зростає настільки, що він став карбувати власну монету з гербом свого роду. З 1590 року стає воєводою Новогрудським.
Спочатку був супротивником Берестейської унії разом з Костянтином Острозьким. Підтримував боротьбу проти розповсюдження уніатства, проте у 1597 році Федір Скумін-Тишкевич з міркувань збереження свого становища у державі перейшов до унії. У 1608 році він стає Гродненським старостою. Як стійкому уніатові король Сигізмунд III Ваза у 1609 році доручив приборкати православне духівництво, що повстало проти митрополита Іпатія Потія. 1613 року був призначений комісаром для розгляду непорозумінь, що виникли між гродненськими православними ченцями й монахами-бернардинами, які заволоділи нерухомістю перших.